# Alain II de Avaugour

Brasão de Armas da Casa de Avaugour

Alain II de Avaugour (1227 ou 1224 – 1267) foi Barão Mayenne, herdeiro de Avaugour e de Goëlo, foi também senhor de Dinan.

## Relações familiares
Foi filho de Henrique II de Penthièvre (1208 -?) conde de Penthièvre e senhor de Avaugour e de Margarida de Mayenne, senhora de Mayenne. Casou em 1246 com Clemência Beaufort filha de Alain de Beaufort e de Havoise de Dinan, de quem teve:
1. Henrique III de Avaugour (1250 - ?) casou com Maria de Brienne (1255 - 1340), filha de Luís de Brienne (1230 -?), visconde de Beaumont e de Inês de Beaumont-Maine (12 de Fevereiro de 1253 - 9 de Maio de 1301).
2. Joana de Avaugour (? – 1299) senhora de La Roche-Suhart em Trémuson, casou Junho de 1287 com Godofredo IV de Dinan (1260 – 9 de Março de 1312), senhor de Montafilant.